# Федотов, Алексей Николаевич
 Алексей Николаевич Федотов (2 ноября 1962, Куйбышев — 1994, Самара) — советский футболист, полузащитник.

## Карьера
Начал играть в футбол в куйбышевской СДЮШОР «Восход» у тренера Юрия Замятина. В 1980 году дебютировал в Первой лиге первенства СССР в составе куйбышевского клуба «Крылья Советов». В дальнейшем играл в Первой и Второй лигах за липецкий «Металлург» (1983—1984), магнитогорский «Металлург» (1985), калининскую «Волгу» (1986), тольяттинское «Торпедо» (1988), целиноградский «Целинник» (1989), ростовский СКА (1989), кемеровский «Кузбасс» (1990), ФК «Шахтёр» (1990), азовский АПК (1990), калининградскую «Балтику» (1991). После распада СССР один сезон провел в высшей лиге чемпионата Грузии в составе «Колхети» (Хоби).
Скончался в 1994 году в возрасте 31 года.